# Vincent Martigny
Pour les articles homonymes, voir Martigny.
Vincent Martigny, né le 25 juin 1977 à Saint-Denis de La Réunion, est un historien et politologue français. Professeur à l'université Côte d'Azur et à l'École polytechnique, il fait également partie du comité de rédaction du journal Le 1.

## Biographie
Vincent Martigny est diplômé de Sciences Po Bordeaux en 1999, titulaire d'un master de politique comparée obtenu à la London School of Economics en 2000 et d'un master en histoire des idées obtenu à l’université de Cambridge (Trinity Hall) en 2001.
En 2001, il est nommé adjoint de l’attaché culturel auprès de l’écrivain Paul Fournel au Centre culturel français du Caire. Il passe quatre années en Égypte, où il exerce plusieurs activités : programmateur culturel, journaliste et auteur de guides de voyages pour les éditions Gallimard.
De retour en France, il prépare puis soutient en 2012 une thèse de doctorat à Sciences Po Paris sur le thème du nationalisme culturel français dans les deux septennats de François Mitterrand, d'où est tiré l'ouvrage Dire la France. Cultures et identités nationales 1981-1995, publié en 2016 aux Presses de Sciences Po.
En 2013, pendant la crise de succession de Richard Descoings, il est élu au Conseil de direction de Sciences Po, dont il devient le vice-président enseignant pour 3 ans. Il y siège jusqu’en 2019.
En 2014, il crée et coanime, avec le journaliste du Monde Thomas Wieder, l’émission L’Atelier du pouvoir sur France Culture, qui dure trois saisons. En 2017, il rejoint le comité de rédaction de l’hebdomadaire Le 1. Entre janvier et juillet 2022, il tient une chronique hebdomadaire consacrée aux élections présidentielle et législatives intitulée Jeux de pouvoir sur France Inter dans l'émission Une semaine en France de Claire Servajean.
De 2014 à 2019, il est maître de conférences en science politique à l'École polytechnique.
En 2019, il est agrégé de science politique et rejoint l'université Côte d'Azur en tant que Professeur des universités. En parallèle, il est nommé Professeur à Polytechnique, où il dirige un programme d’Affaires publiques. Chercheur associé au CEVIPOF depuis 2013, il donne également des cours à Sciences Po depuis 2007.
En 2021, Vincent Martigny devient membre du comité scientifique de la « Chaire Outre-Mer » de Science Po Paris.

## Recherches
Dans son premier ouvrage, Dire la France, il retrace l’histoire du débat autour de l’identité nationale, né à gauche dans la seconde moitié des années 1970, avant d’être récupéré par la droite et l'extrême-droite dix ans plus tard.
Dans Le Retour du Prince, il s’engage contre le présidentialisme et la « croyance aveugle dans les leaders », vecteur de déresponsabilisation citoyenne. Il défend une « incarnation démocratique », débarrassée de la tyrannie du charisme, pour favoriser une incarnation collective, qui « engage les citoyens, les autonomise et les habilite à s’emparer de la chose publique » (p. 199).

## Publications

### Ouvrages
- Dire la France. Cultures et identités nationales (1981-1995), Paris, Presses de Sciences Po, 2016, 376 p. (ISBN 978-2-7246-3426-6)
- Le Retour du Prince, Paris, Flammarion, 2019, 224 p. (ISBN 9782081481473)
- Les Années Lang. Une histoire des politiques culturelles (dir. avec Laurent Martin et Emmanuel Wallon), Paris, La Documentation française, 2021, 600 p. (ISBN 978-2-11-157106-8)[13]
- Les Temps nouveaux. En finir avec la nostalgie des Trente Glorieuses Éditions du Seuil, 2025

### Direction de dossier
- « Nationalismes ordinaires », Raisons politiques, 37, mars 2010, 104 p.[14]

### Articles
Vincent Martigny a écrit depuis 2017 une centaine d’articles d’analyse politique pour l’hebdomadaire Le 1. Il a également contribué à d’autres médias, notamment :
- « Vous avez dit identité ? », L’Histoire, Hors-série no 4, avril 2017[15].
- « Mais qui veut éteindre les Lumières ? » (avec Ariane Chemin), Le Monde, novembre 2018[16].
- « Le Prince face à la foule », Revue Esprit, octobre 2019[17].

## Filmographie

### Films documentaires

#### Comme auteur
- 2020, L’Homme du Président, réalisé par Joseph Beauregard, France 3 / Public Sénat / TV5, 60’ (sept secrétaires généraux de l’Élysée parlent de leurs fonctions au service de l’Etat et du président de la République)

#### Comme intervenant
- 2015 : Les Batailles de la culture, réalisé par Yvonne Debeaumarché, France 5/ Public Sénat, 52’
- 2019 : André Malraux, l’épreuve du pouvoir, réalisé par Xavier Villetard, ARTE, 54’[18]

## Radio
- 2014-2017 : Coproducteur et coanimateur de l’Atelier du pouvoir sur France Culture (avec Thomas Wieder et Ariane Chemin).
- 2022 :  Chroniqueur sur France Inter dans l'émission Une semaine en France de Claire Servajean.

## Arts et spectacles

### Spectacles
Sa rencontre avec l’humoriste et imitateur Gérald Dahan le conduit à coécrire avec lui deux spectacles d’humour politique : 
- 2008 : Sarkoland[19] au théâtre Déjazet
- 2009 : De droite à gauche[20] au Casino de Paris.

### Chanson
En 2016, il coécrit avec Christophe Mali les paroles de la chanson Rassurer Finkielkraut pour l’album du groupe Tryo, Vent debout.